# Hagop Bedros VII Holassian
Hagop Bedros VII Holassian, in italiano Giacomo Pietro VII (... – 6 febbraio 1843), è stato arcieparca di Amasia e settimo patriarca della Chiesa armeno-cattolica.
Eletto patriarca alla morte del suo predecessore Krikor Bedros VI Jeranian nel 1841, fu confermato dalla Santa Sede e ricevette il pallio dal papa il 27 gennaio 1842. Già vicario patriarcale, fu scelto per governare il patriarcato quando ormai era molto anziano ed ammalato. Il suo patriarcato durò solo due anni.

## Genealogia episcopale e successione apostolica
La genealogia episcopale è:
- Patriarca Krikor Bedros V Kupelian
- Patriarca Hagop Bedros VII Holassian

La successione apostolica è:
- Vescovo Pierre Apelian (1842)
- Arcivescovo Ignace Kalibgian (1842)